# North Dakota University system
North Dakota University system är ett skolsystem som förfogar över sex offentliga universitet och fem offentliga college i den amerikanska delstaten North Dakota. De lärosäten som är anslutna är Bismarck State College, Dakota College at Bottineau, Dickinson State University, Lake Region State College, Mayville State University, Minot State University, North Dakota State College of Science, North Dakota State University, University of North Dakota, Valley City State University och Williston State College. Antalet studerande i skolsystemet var totalt 47 236 (10 776 collegestudenter, 30 185 undergraduate students, 5 414 postgraduate students och 861 doktorander) för hösten 2016.

## Utbildningsinstitutioner
De utbildningsinstitutioner som ingår i universitetssystemet.
| Universitet                           | Stad                 | Studenter | Undergraduate | Postgraduate | Doktorander |
| ------------------------------------- | -------------------- | --------- | ------------- | ------------ | ----------- |
| Dickinson State University            | Dickinson            | 1 386     | 1 381         | 5            |             |
| Mayville State University             | Mayville             | 1 130     | 1 108         | 22           |             |
| Minot State University                | Minot                | 3 412     | 3 136         | 276          |             |
| North Dakota State University         | Fargo                | 14 432    | 12 010        | 2 082        | 340         |
| University of North Dakota            | Grand Forks          | 14 648    | 11 255        | 2 872        | 521         |
| Valley City State University          | Valley City          | 1 452     | 1 295         | 157          |             |
| Totalt (Universitet)                  | Totalt (Universitet) | 36 460    | 30 185        | 5 414        | 816         |
|                                       |                      |           |               |              |             |
| College                               | Stad                 | Studenter |               |              |             |
| Bismarck State College                | Bismarck             | 3 976     |               |              |             |
| Dakota College at Bottineau           | Bottineau            | 811       |               |              |             |
| Lake Region State College             | Devils Lake          | 1 947     |               |              |             |
| North Dakota State College of Science | Wahpeton             | 3 003     |               |              |             |
| Williston State College               | Williston            | 1 039     |               |              |             |
| Totalt (College)                      | Totalt (College)     | 10 776    |               |              |             |
| Totalt                                | Totalt               | 47 236    |               |              |             |